# Castello di Ooidonk

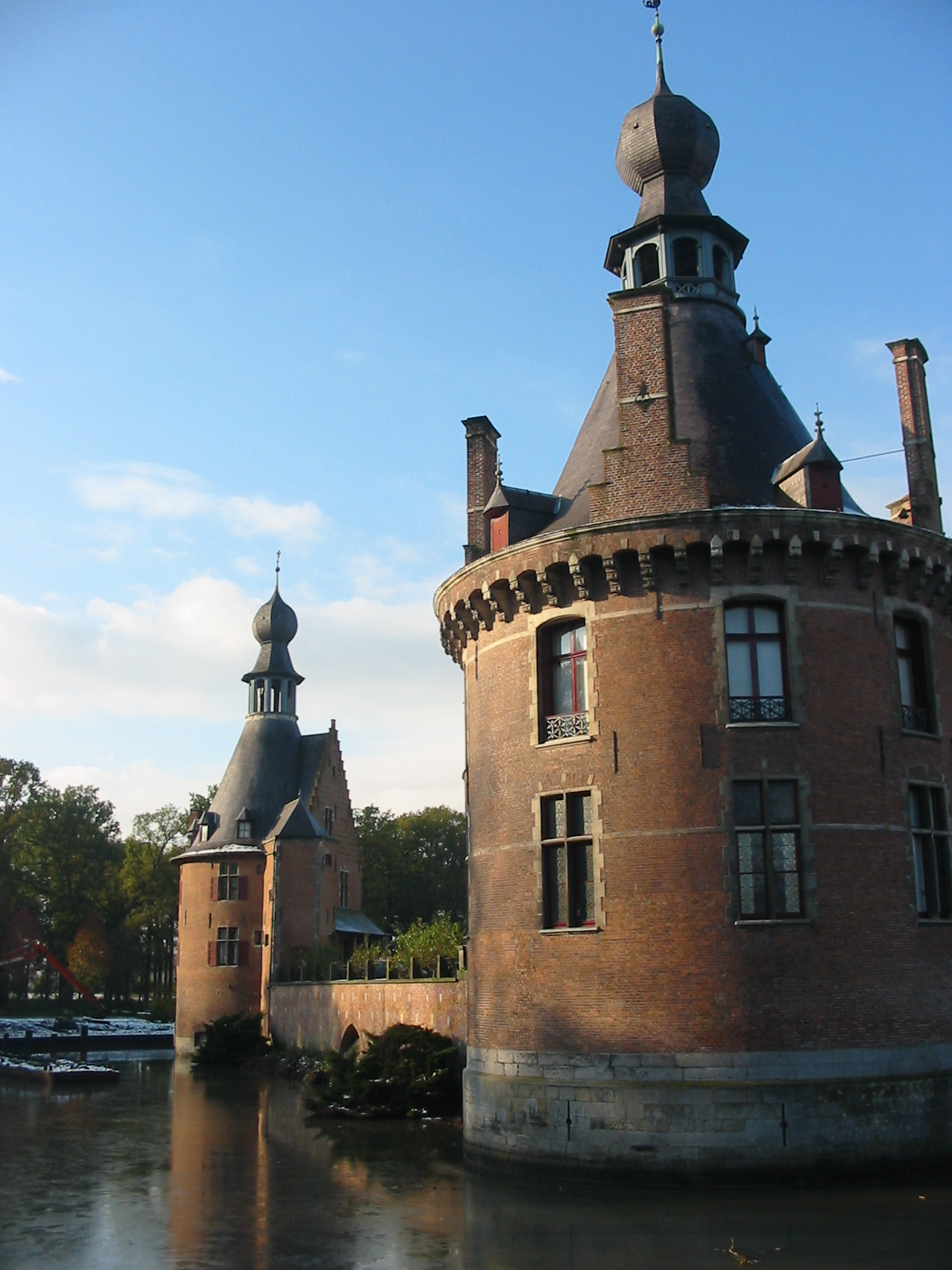
Il castello di Ooidonk
Vista dell'ala sinistra

Il castello di Ooidonk (Kasteel van Ooidonk in lingua neerlandesa) è un castello situato fra Deinze e Gand in Belgio (Prov. Fiandre Orientali) sulla riva del fiume Leie.

## Origini
Le origini del castello risalgono probabilmente al XIII secolo.
Nel XIV secolo era una vera e propria fortezza, ma in seguito, alla fine del Quattrocento, venne raso al suolo dai soldati austriaci.
Ricostruito nel XVI secolo, il castello di Ooidonk venne distrutto da un incendio nella seconda metà del Cinquecento; venne ricostruito pochi anni dopo nello stile originario ed assunse l'aspetto che oggi conosciamo.
Nel 1864 il conte Henri t'Kint de Roodenbeke e la moglie Zoé de Naeyer acquistarono il castello ed eseguirono modifiche sostanziali negli interni, i quali oggi sono in grado di raccontare la storia della residenza attraverso le tappezzerie, i mobili, le gallerie, le suppellettili appartenenti a varie epoche.

## Architettura
È un classico esempio di architettura fiamminga con influssi spagnoleggianti.